# Lista de usinas geotérmicas

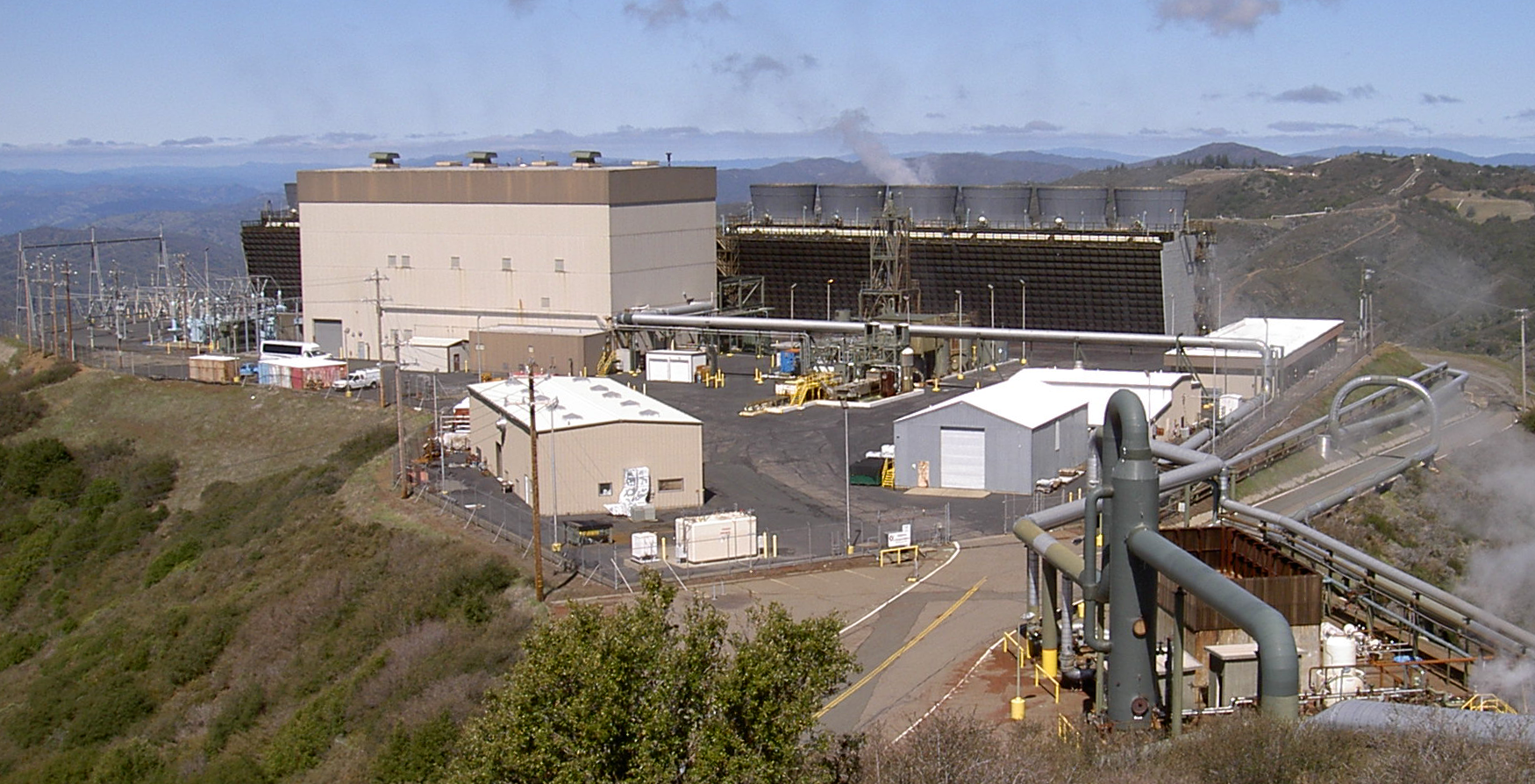
A usina hidrelétrica Sonoma Calpine 3 é uma das 22 usinas hidrelétricas de The Geysers nos Estados Unidos.

Esta é uma lista de usinas geotérmicas operacionais com capacidade instalada atual de pelo menos 10 MW.
Os gêiseres da Califórnia, Estados Unidos, são a maior usina geotérmica do mundo, com uma capacidade nominal de 1.590 MW e uma geração anual de 6.516 GWh em 2018.

## Usinas geotérmicas

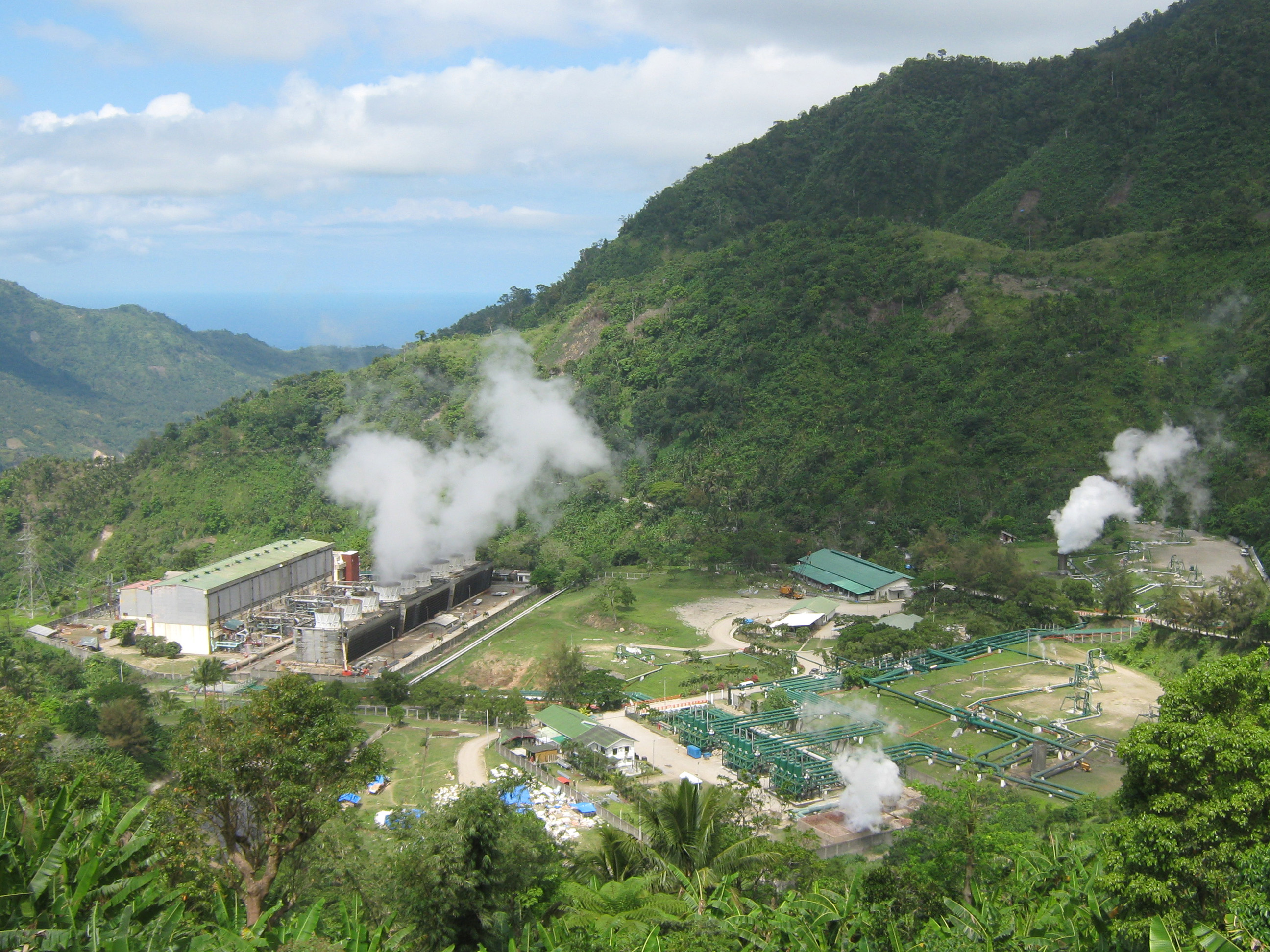
Usina geotérmica de Palinpinon em Negros Oriental, Filipinas

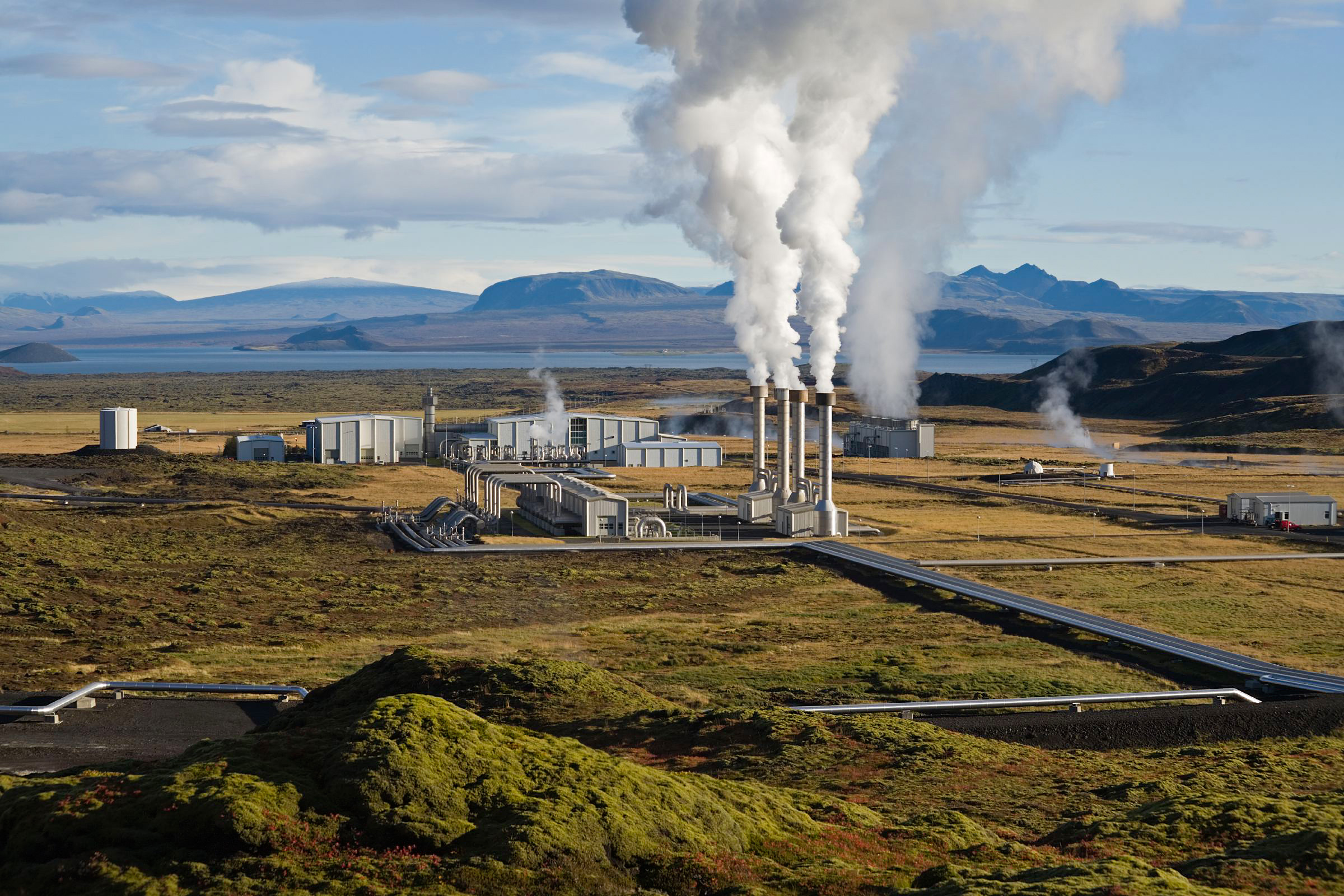
Usina Elétrica de Nesjavellir na Islândia

| Nome                       | País             | Localização                        | Capacidade (MWel) | Estações | Tipo                                      | Ref                                |
| -------------------------- | ---------------- | ---------------------------------- | ----------------- | -------- | ----------------------------------------- | ---------------------------------- |
| Ahuachapán                 | El Salvador      | 13° 55′ 13″ N, 89° 49′ 03″ O       | 95                | 1        |                                           | [ 3 ] [ 4 ]                        |
| Bacman                     | Filipinas        | 13° 03′ 36″ N, 123° 55′ 45″ L      | 110               | 1        |                                           | [ 5 ]                              |
| Beowawe                    | Estados Unidos   | 40° 33′ 17″ N, 116° 37′ 03″ O      | 19.2              |          | Flash steam (87%) Binary cycle (13%)      | [ 6 ] [ 7 ]                        |
| Berlín                     | El Salvador      | 13° 31′ 29″ N, 88° 30′ 31″ O       | 115.4             | 1        |                                           | [ 8 ]                              |
| Blue Mountain              | Estados Unidos   | 40° 59′ 42″ N, 118° 08′ 35″ O      | 50                | 1        | Binary cycle                              | [ 9 ] [ 10 ] [ 11 ]                |
| Blundell                   | Estados Unidos   | 38° 29′ 21″ N, 112° 51′ 11″ O      | 36                | 2        | Flash steam (70%) Binary cycle (30%)      | [ 9 ] [ 12 ] [ 13 ]                |
| Brady                      | Estados Unidos   | 39° 47′ 46″ N, 119° 00′ 36″ O      | 26                |          |                                           | [ 9 ] [ 14 ]                       |
| Cerro Prieto               | México           | 32° 24′ 43″ N, 115° 14′ 41″ O      | 570               | 9        | Dry steam                                 | [ 15 ] [ 16 ] [ 17 ]               |
| Coso                       | Estados Unidos   | 36° 01′ 00″ N, 117° 47′ 51″ O      | 270               | 4        | Flash steam                               | [ 18 ] [ 19 ]                      |
| Cove Fort                  | Estados Unidos   | 38° 33′ 42″ N, 112° 34′ 48″ O      | 27                |          |                                           | [ 9 ] [ 20 ]                       |
| Darajat                    | Indonésia        | 7° 13′ 03″ S, 107° 44′ 22″ L       | 270               | 3        | Dry steam                                 | [ 21 ] [ 22 ]                      |
| Desert Peak                | Estados Unidos   | 39° 45′ 14″ N, 118° 57′ 13″ O      | 92                | 2        | Flash steam (71.7%) Binary cycle (28.3%)  | [ 23 ] [ 24 ]                      |
| Dixie Valley               | Estados Unidos   | 39° 57′ 59″ N, 117° 51′ 21″ O      | 61                | 2        | Flash steam (99%) Binary cycle (1%)       | [ 25 ] [ 26 ]                      |
| Don A. Campbell            | Estados Unidos   | 38° 50′ 10″ N, 118° 19′ 27″ O      | 39                |          |                                           | [ 9 ] [ 27 ] [ 28 ]                |
| Efeler                     | Turquia          | 37° 51′ 35″ N, 27° 36′ 56″ L       | 162.3             |          |                                           | [ 30 ]                             |
| The Geysers                | Estados Unidos   | 38° 47′ 26″ N, 122° 45′ 21″ O      | 1,590             | 22       | Dry steam                                 | [ 1 ] [ 2 ]                        |
| Hatchōbaru                 | Japão            | 33° 06′ 23″ N, 131° 11′ 16″ L      | 112               | 1        | Flash steam (98.2%) Binary cycle (1.8%)   |                                    |
| Heber                      | Estados Unidos   | 32° 42′ 52″ N, 115° 31′ 37″ O      | 81                | 2        | Binary cycle                              | [ 9 ] [ 31 ] [ 32 ]                |
| Hellisheiði                | Islândia         | 64° 02′ 14″ N, 21° 24′ 03″ O       | 303               | 1        | Flash steam                               | [ 33 ]                             |
| Imperial Valley            | Estados Unidos   | 33° 09′ 48″ N, 115° 37′ 00″ O      | 403.4             | 11       | Dry steam                                 | [ 34 ] [ 35 ]                      |
| Jersey Valley              | Estados Unidos   | 40° 10′ 52″ N, 117° 28′ 33″ O      | 10                |          |                                           | [ 9 ] [ 36 ]                       |
| Kamojang I, II, III, IV, V | Indonésia        | 7° 07′ 30″ S, 107° 48′ 00″ L       | 235               | 5        | Flash steam Dry steam                     | [ 21 ] [ 37 ] [ 38 ]               |
| Karaha                     | Indonésia        |                                    | 30                | 1        |                                           | [ 39 ]                             |
| Kawerau                    | Nova Zelândia    | 38° 03′ 47″ S, 176° 43′ 38″ L      | 100               | 1        | Flash steam                               |                                    |
| Kızıldere                  | Turquia          | 37° 57′ 00″ N, 28° 50′ 35″ L       | 80                | 1        |                                           | [ 30 ]                             |
| Krafla                     | Islândia         | 65° 42′ 14″ N, 16° 46′ 23″ O       | 60                | 1        | Flash steam                               |                                    |
| Larderello                 | Itália           | 43° 13′ 56″ N, 10° 53′ 07″ L       | 769               | 34       |                                           | [ 40 ] [ 41 ]                      |
| Lihir                      | Papua New Guinea | 3° 07′ 28″ S, 152° 38′ 47″ L       | 55                |          |                                           | [ 42 ]                             |
| Los humeros                | Mexico           |                                    | 25                |          |                                           |                                    |
| Mak–Ban                    | Filipinas        | 14° 05′ 28″ N, 121° 13′ 07″ L      | 458               |          |                                           |                                    |
| Mahanagdong                | Filipinas        | 11° 06′ 55″ N, 124° 40′ 22″ L      | 180               |          |                                           | [ 5 ]                              |
| Malitbog                   | Filipinas        | 11° 09′ 07″ N, 124° 38′ 58″ L      | 233               | 1        |                                           | [ 5 ]                              |
| Mammoth                    | Estados Unidos   | 37° 38′ 44″ N, 118° 54′ 42″ O      | 60                | 4        | Binary cycle                              | [ 43 ] [ 44 ] [ 45 ] [ 46 ]        |
| McGinness Hills            | Estados Unidos   | 39° 35′ 21″ N, 116° 54′ 42″ O      | 138               | 3        | Binary cycle                              | [ 9 ] [ 47 ] [ 48 ] [ 49 ]         |
| Mindanao                   | Filipinas        | 7° 00′ 47″ N, 125° 13′ 12″ L       | 106               | 2        |                                           | [ 5 ]                              |
| Miravalles                 | Costa Rica       | 10° 42′ 02″ N, 85° 11′ 40″ O       | 100               |          |                                           | [ 5 ]                              |
| Mokai                      | Nova Zelândia    | 38° 31′ 49″ S, 175° 55′ 35″ L      | 132               | 2        |                                           |                                    |
| Muara Laboh                | Indonesia        | 1° 14′ S, 101° 25′ L               | 85                | 1        | Flash steam                               | [ 50 ]                             |
| Gunung Salak               | Indonesia        | 6° 43′ S, 106° 44′ L               | 377               | 6        | Flash steam                               | [ 21 ] [ 38 ]                      |
| Mutnovskaya                | Rússia           | 52° 32′ 19″ N, 158° 12′ 06″ L      | 50                | 1        | Flash steam                               | [ 51 ]                             |
| Neal Hot Springs           | Estados Unidos   | 44° 01′ 23″ N, 117° 28′ 04″ O      | 22                |          |                                           | [ 9 ] [ 52 ]                       |
| Nesjavellir                | Islândia         | 64° 06′ 29″ N, 21° 15′ 23″ O       | 120               | 1        |                                           |                                    |
| Nga Awa Purua              | Nova Zelândia    | 38° 36′ 43″ S, 176° 11′ 35″ L      | 132               | 1        | Flash steam                               |                                    |
| Ngatamariki                | Nova Zelândia    | 38° 32′ 50″ S, 176° 11′ 45″ L      | 82                | 1        | Binary cycle                              |                                    |
| North Brawley              | Estados Unidos   | 33° 00′ 52″ N, 115° 32′ 27″ O      | 13                | 1        | Binary cycle                              | [ 9 ] [ 53 ] [ 54 ]                |
| North Valley               | Estados Unidos   |                                    | 25                | 1        | Binary cycle                              |                                    |
| Olkaria I, II, III, IV, V  | Kenya            | 0° 53′ 14″ S, 36° 18′ 25″ L        | 727               | 5        |                                           | [ 55 ] [ 56 ] [ 57 ] [ 58 ] [ 59 ] |
| Ohaaki                     | Nova Zelândia    | 38° 31′ 37″ S, 176° 17′ 31″ L      | 104               | 1        |                                           |                                    |
| Ormesa                     | Estados Unidos   | 32° 46′ 59″ N, 115° 15′ 15″ O      | 73.2              |          | Binary cycle                              | [ 60 ] [ 61 ] [ 62 ] [ 63 ]        |
| Palinpinon                 | Filipinas        | 9° 17′ 41″ N, 123° 10′ 21″ L       | 192.5             | 2        |                                           | [ 5 ] [ 64 ]                       |
| Pamukören                  | Turquia          | 37° 55′ 00″ N, 28° 31′ 49″ L       | 68                |          |                                           | [ 30 ]                             |
| Patua                      | Estados Unidos   | 39° 34′ 58″ N, 119° 04′ 29″ O      | 70                | 2        | Binary cycle (85.7%) Solar PV (14.3%)     | [ 65 ] [ 66 ] [ 67 ]               |
| Pauzhetskaya               | Rússia           | 51° 27′ 55″ N, 156° 48′ 42″ L      | 14.5              | 1        | Flash steam                               |                                    |
| Poihipi                    | Nova Zelândia    | 38° 37′ 49″ S, 176° 02′ 30″ L      | 55                | 1        |                                           |                                    |
| Puna                       | Estados Unidos   | 19° 28′ 43″ N, 154° 53′ 20″ O      | 38                | 2        | Binary cycle                              | [ 9 ] [ 69 ]                       |
| Raft River                 | Estados Unidos   | 42° 05′ 58″ N, 113° 22′ 57″ O      | 11                |          | Binary cycle                              | [ 9 ] [ 70 ] [ 71 ]                |
| Reykjanes                  | Islândia         | 63° 49′ 35″ N, 22° 40′ 55″ O       | 130               | 1        | Flash steam                               |                                    |
| Salt Wells                 | Estados Unidos   | 39° 17′ 40″ N, 118° 34′ 21″ O      | 13.4              |          | Binary cycle                              | [ 72 ] [ 73 ] [ 74 ] [ 75 ]        |
| San Emidio                 | Estados Unidos   | 40° 22′ 50″ N, 119° 23′ 59″ O      | 11                |          |                                           | [ 9 ] [ 76 ]                       |
| San Jacinto Tizate         | Nicaragua        | 12° 23′ 38″ N, 86° 32′ 30″ O       | 74                |          |                                           | [ 37 ] [ 77 ]                      |
| Sarulla                    | Indonésia        | 1° 53′ 14″ N, 99° 01′ 24″ L        | 330               | 3        | Flash steam                               | [ 78 ] [ 79 ]                      |
| Serrazzano                 | Itália           | 43° 12′ 15″ N, 10° 48′ 01″ L       | 60                |          |                                           | [ 80 ]                             |
| Soda Lake                  | Estados Unidos   | 39° 33′ 22″ N, 118° 50′ 53″ O      | 37                | 1        |                                           | [ 81 ] [ 82 ]                      |
| Star Peak                  | Estados Unidos   |                                    | 22                | 1        |                                           |                                    |
| Steamboat                  | Estados Unidos   | 39° 23′ 40″ N, 119° 44′ 51″ O      | 73                | 7        | Binary cycle (80.3%) Flash steam (19.7%)  | [ 84 ]                             |
| Stillwater                 | Estados Unidos   | 39° 32′ 45″ N, 118° 33′ 22″ O      | 75                | 2        | Binary cycle (65.3%) Solar PV (34.7%)     | [ 85 ] [ 86 ]                      |
| Svartsengi                 | Islândia         | 63° 52′ 44″ N, 22° 25′ 58″ O       | 77                | 1        | Flash steam Binary cycle                  |                                    |
| Te Huka                    | Nova Zelândia    | 38° 40′ 01″ S, 176° 07′ 05″ L      | 23                | 1        | Binary cycle                              |                                    |
| Te Mihi                    | Nova Zelândia    | 38° 37′ 09″ S, 176° 02′ 52″ L      | 166               | 1        |                                           |                                    |
| Thermo 1                   | Estados Unidos   | 38° 09′ 39″ N, 113° 11′ 42″ O      | 13                |          |                                           | [ 9 ] [ 87 ]                       |
| Tiwi                       | Filipinas        | 13° 27′ 57″ N, 123° 38′ 58″ L      | 234               |          | Flash steam                               | [ 88 ] [ 89 ]                      |
| Tongonan 1                 | Filipinas        | 11° 09′ 41″ N, 124° 38′ 14″ L      | 113               |          |                                           | [ 5 ]                              |
| Tungsten Mountain          | Estados Unidos   | 39° 40′ 04″ N, 117° 41′ 35″ O      | 27                |          |                                           | [ 9 ] [ 90 ]                       |
| Tuscarora                  | Estados Unidos   | 41° 28′ 02″ N, 116° 09′ 02″ O      | 18                |          |                                           | [ 9 ] [ 91 ]                       |
| Ulubelu                    | Indonésia        | 5° 18′ 20,88″ S, 104° 34′ 36,84″ L | 220               | 4        | Flash steam                               | [ 38 ]                             |
| Upper Mahiao               | Filipinas        | 11° 10′ 23″ N, 124° 37′ 47″ L      | 125               |          |                                           | [ 5 ]                              |
| Valle Secolo               | Itália           | 43° 14′ 11″ N, 10° 52′ 02″ L       | 120               |          |                                           | [ 92 ]                             |
| Wairakei                   | Nova Zelândia    | 38° 37′ 37″ S, 176° 06′ 19″ L      | 352               | 4        | Flash steam (99.92%) Binary cycle (0.08%) |                                    |
| Wayang Windu               | Indonésia        | 7° 12′ 00″ S, 107° 37′ 30″ L       | 227               | 1        | Flash steam                               | [ 93 ]                             |
| Velika Ciglena             | Croácia          | 45°51'31.8"N 16°57'38.1"E          | 17                | 1        | Binary cycle                              | [ 94 ]                             |
| Þeistareykir               | Islândia         | 65° 53′ 26″ N, 16° 57′ 47″ O       | 90                | 1        | Flash steam                               |                                    |